# Парапланеризм

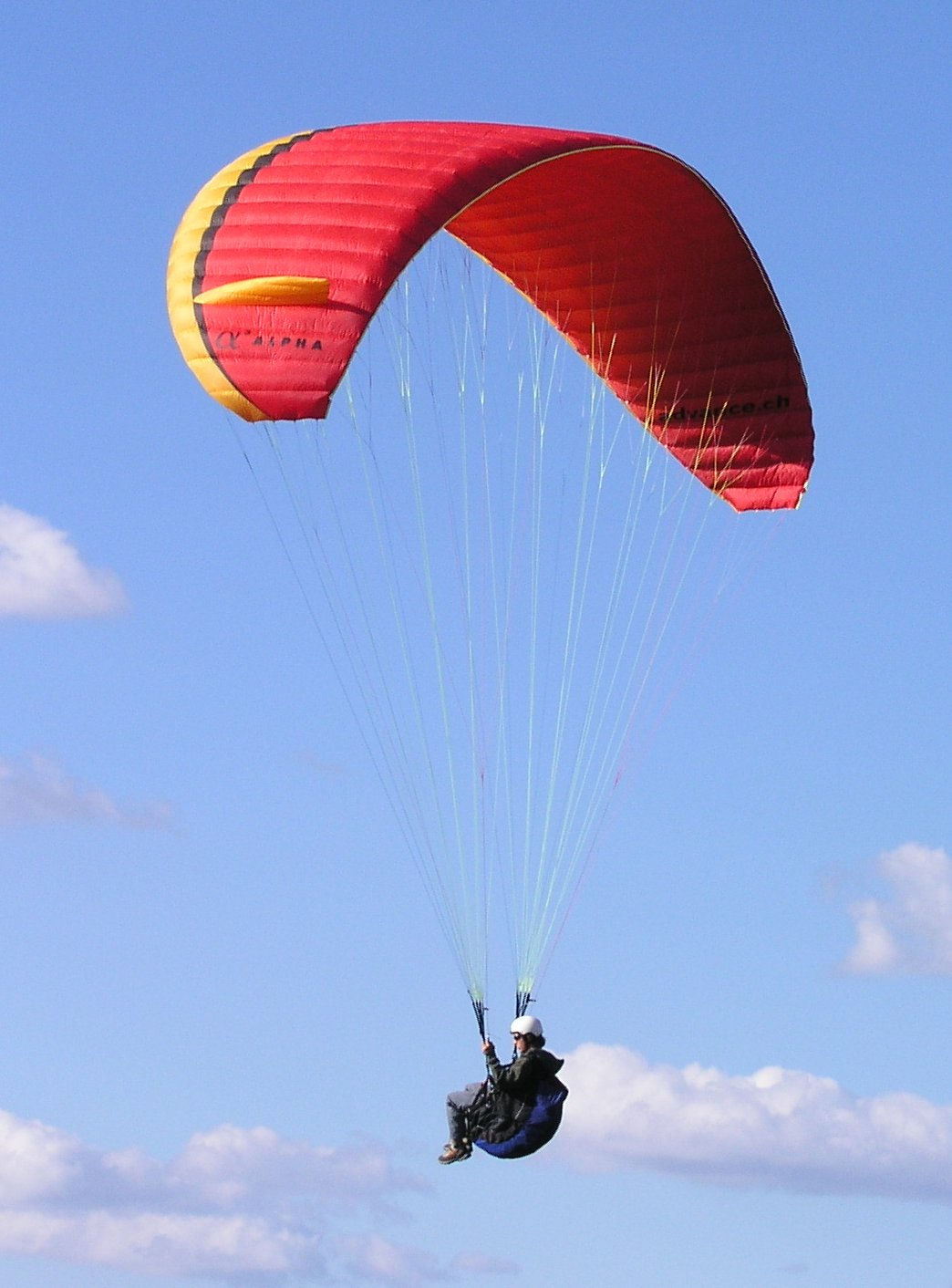
Параплан

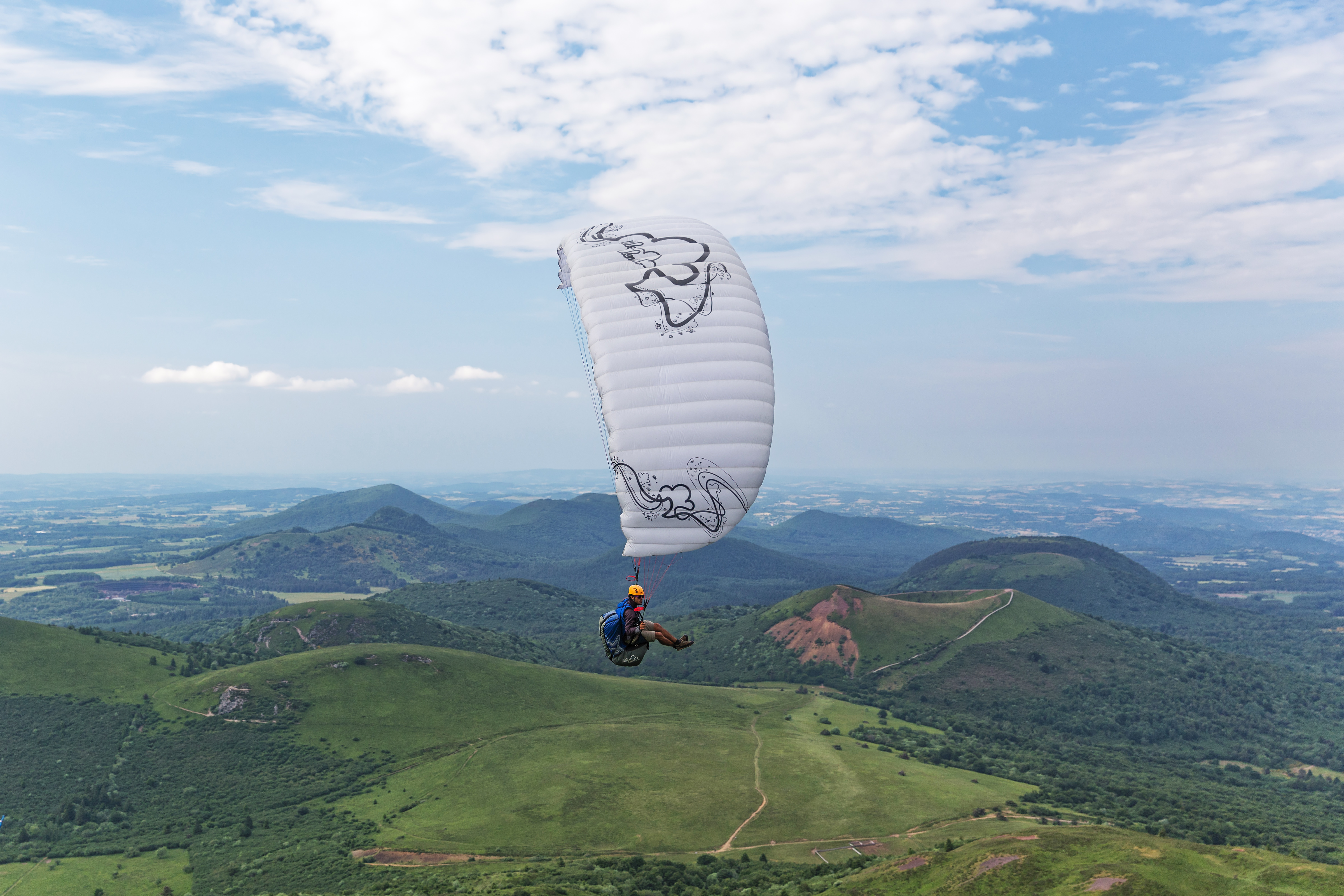

Парапланеризм – теорія і практика керування парапланом; мистецтво літання на параплані; вид спортивної діяльності; активний відпочинок.
Параплан (англ. Paraglider утворено від Parafoil  - м’яке крило  та Glider - планер) — це надлегкий літальний апарат, парафойл, планер.
Парафойл (англ. Parafoil утворено від Parachute - парашут і Airfoil - профіль крила) — м'яке(текстильне) оболонкове крило, до якого відносять кайт, параплан, парашут-крило.

## Коротка історія
Пристрій, який в 60-х роках був розроблений американським винахідником Доміна Джелбертом, спочатку був звичайним керованим повітряним змієм і використовувався для наукової техніки. Наступним кроком у розвитку цього пристрою стало використання парафойлу як парашута, що мало неймовірний успіх. 
Парапланеризм виник у 1970-х роках в Альпах, коли парашутисти намагалися пристосувати парашут-крило для польоту з вершини гори і відпрацьовували приземлення на точність, економлячи на дорогій оренді літака . Ця ідея припала до душі підприємливим винахідникам, які почали шити парашути з більшою прощею та кращими льотними характеристиками. Щоб зробити стійкіше крило, вони збільшили кількість стропів і вдосконалили підвісну систему. Таким чином параплани пішли далі своїх попередників, і від парашутної техніки залишилась фактично лише назва.

## Загальний опис
Параплан — планер з м'яким двооболонковим крилом, що наповнюється через повітрозабірники набігаючим потоком повітря, створюється тиск, завдяки якому зберігається форма та профіль крила. Вперед параплан рухається під дією ваги пілота та діючої сили тяжіння. Саме сила тяжіння, форма та профіль крила, створює визначену, для кожного параплана власну швидкість, відносно повітря. Швидкість обмежується виключно комплексним опором, що складається з опору крила, строп та опору самого пілота, у результаті зменшується висота польоту. Аби летіти, параплан безперервно втрачає висоту польоту (планерує). Набір висоти здійснюється за рахунок повітря, що підіймається. Підйом повітря утворюється термічними та динамічними потоками обтікання.

## Конструкція

### Крило
Крило параплана умовно можна поділити на такі частини: верхня і нижня оболонка, передня і задня кромка, ліве і праве «вухо».
Верхня і нижня оболонка з'єднані нерюрами (фр. nervure, від лат. nervus — жила)  — елемент поперечного силового набору каркаса крила, що визначають форму профілю. В параплані розрізняють силові, проміжні і косі нервюри. До силових нервюр кріпляться стропи.. Нервюри в свою чергу ділять крило на секції.

В передній кромці крила розташовані повітрозабірники, через які внутрішня порожнина купола наповнюється повітрям , і набуває аеродинамічної форми. За рахунок тиску, створюваного потоком набігаючого повітря підтримується постійний профіль крила. В нервюрах прорізані отвори для забезпечення вільного перетікання повітря, це прискорює наповнення крила на старті і полегшує його розкриття у разі складання. Перед нервюр посилений напівжорсткими пластинами. Ці пластини підвищують жорсткість передньої кромки та зменшують ймовірність « залипання » повітрозабірників. 

Використання проміжних і косих нервюр дозволяє більш точно підтримувати форму профілю крила і зменшити число строп. Це знижує вагу параплана та зменшує опір, що створюють стропи. Таким чином збільшується  швидкість польоту і аеродинамічна якість параплана. Стропи кріпляться до каркасних стрічок або місцевих посилень на силових нервюрах , це забезпечує рівномірну передачу навантажень від крила до строп . Істотне збільшення проміжків між стропами веде до зростання ймовірності утворення так званої «краватки» ( заплутування крила параплана в стропах ). З цієї причини косі нервюри встановлюють переважно на спортивні крила, призначені для досвідчених пілотів.

Для виготовлення крила параплана використовують спеціальні тканини, які повинні відповідати таким вимогам: не пропускати повітря, максимальна легкість і достатня міцність. В даний час найбільш популярні тканини скайтекс і гельвенор. Гельвенор здебільшого використовують для максимального зносу навчальних апаратів, а Скайтекс для пошиття спортивних крил. 

### Стропна система
Стропа (англ. strop — ремінь) або парашутний шнур являє собою тонку але надміцну мотузку, яка складається з двох шарів: нейлонового обплетення та кевларового волокна.
Стропи не тільки «зв'язують» крило параплана з пілотом, а й беруть участь у створенні форми крила. Для підвищення жорсткості крила до нього слід підвести якомога більшу кількість строп. Але збільшення числа строп веде до збільшення маси параплана і його аеродинамічного опору. Зменшення числа строп досягається за рахунок їх розгалуження в міру наближення від вільних кінців до крила. Очевидно, що навантаження на одну стропу після розгалуження зменшується. Отже, діаметри строп верхніх ярусів теж можна зменшити без втрати міцності. Стропи по місцях їх кріплення до купола діляться на групи (ряди). Ряди строп називаються по перших літерах латинського алфавіту: «A», «B», «C», «D». «A» ряд розташований найближче до переднього краю крила. За ним слідують «B», «C» і «D» ряди. Можливе і використання цифрового позначення: 1, 2, 3 і 4 ряди. Окремо йдуть до задньої кромки стропи управління. З їх допомогою пілот підгинає задню кромку крила. Це призводить до зміни аеродинамічних характеристик параплана і подальшого маневрування. Навантаження в стропі несуть кевларові нитки. А обплетення захищає нитки від пошкодження.
На деяких парапланах, призначених для виконання рекордних польотів, встановлюються стропи без захисного обплетення. Зменшення діаметра строп, безумовно, дає виграш у аеродинамічному опорі і вазі. Але такі стропи недовговічні оскільки залишившись без прикриття силові нитки дуже швидко стають непридатними. Фірми-виробники застосовують такі стропи на парапланах, що виставляються на змагання для «вичавлювання» з апарату всіх резервів. На серійних парапланах вони не використовуються. Головна вимога до строп параплана, полягає в тому, щоб вони не розтягувалися під навантаженням і таким чином забезпечували крилу задану форму. Матеріал строп повинен бути досить міцним і легким. Найкраще цим вимогам відповідає кевларове волокно, тому саме воно в основному використовується як силові нитки. Захисне обплетення зазвичай виготовляється з щільної капронової нитки.

### Підвісна система
Підвісна система - це «робоче місце» пілота і сховище всіх речей, які він вирішить взяти з собою в політ. Перші підвісні системи, як і перші параплани, багато в чому повторювали парашутну техніку. Пілот в них був щільно обв'язаний ременями і висів на них. Це було цілком прийнятно в той час, коли тривалості польотів вимірювалися хвилинами. Однак дуже скоро польоти стали тривати десятки хвилин, а потім години. Висіти стільки часу на ременях парашутної обв'язки стало малоприємно, і підвісні системи почали змінюватися. Насамперед з'явилося сидіння, а трохи пізніше спинка. Поступово парашутна обв'язка перетворилася на зручне крісло-ліжко, з якого парапланерист міг керувати своїм крилом, перебуваючи в досить зручному напівлежачому положенні.
Перші спроби вильотів на маршрут виявили ще одну проблему. У підвісній системі повинна бути передбачена досить містка кишеня, в яку можна було б покласти рюкзак та інші речі, необхідні пілоту після приземлення далеко від стартового майданчика. Ця кишеня природним чином розташувалася в спинці за спиною пілота і під сидінням. І закріпившись там, негайно викликала появу ще одного дуже важливого нововведення - системи пасивної безпеки.
Нормальне приземлення параплана досить м'яке, але іноді трапляються вельми жорсткі падіння. Проте небезпека травмування спини може бути істотно зменшена якщо спробувати використовувати наспинну кишеню підвісної системи як амортизатор. Деякий час велику популярність мали системи жорстких спинок. Ці системи повинні були зіграти для спини пілота приблизно таку ж роль, яку відіграє захисний шолом для голови. Спинка дійсно захищала пілота від гострих каменів, але вона не могла пом'якшити удар об землю. Це неодноразово призводило до травм хребта. Тому наразі багато фірм-виробників відмовилися від застосування жорстких конструкцій і стали облаштовувати підвісні системи м'якими амортизаторами.
Одним з перших м'яких амортизаторів став так званий айрбег (airbag). Ця система була розроблена фірмою «Keller» ще початку 90-х років. Вона представляє з себе великий мішок з односторонніми клапанами через які він у польоті наповнювався повітрям завдяки швидкісному напору. Виглядає ця конструкція дещо громіздко, але вона забезпечує пілоту найкращий захист при падіннях і тому до цих пір користується попитом на ринку парапланерного спорядження. В даний час найбільшою популярністю користується вставка в спинку підвісної системи амортизатора з відформованих пінополіетіленові або пінополіпропіленових плит товщиною від 8 до 20 см.

### Система кріплень

#### Вільні кінці
Вільні кінці (англ.V-line - вілайни).
На перших парапланах вільні кінці повторювали парашутну техніку де були дві пари лямок: передні і задні. До передніх лямок кріпилися стропи, що йдуть до передньої частини купола. До задніх - решта строп і стропи управління. З часом, у міру розвитку парапланерної техніки, з'явилося безліч інших, більш складніших конструкцій. 

#### Карабіни
Для під'єднання підвісної системи до параплана використовуються як спеціалізовані парапланерні, так і звичайні альпіністські карабіни. Єдине, на що пілотові слід звернути увагу - це на те, що карабін повинен бути обов'язково оснащений фіксатором. Всі карабіни мають достатній запас міцності і не потребують будь-якого спеціального обслуговування.

## Світові рекорди (за FAI)
| Рекорд                                                                        | Дата       | Пілот                             | Місце                                                                                    | Параплан                |
| ----------------------------------------------------------------------------- | ---------- | --------------------------------- | ---------------------------------------------------------------------------------------- | ----------------------- |
| Straight distance (Відкрита дальність)                                        |            |                                   |                                                                                          |                         |
| 502.9 km                                                                      | 14/12/2008 | Nevil Hulett (ПАР)                | Copperton (ПАР)                                                                          | Mac Para Magus          |
| Straight distance to a declared goal (Дальність по прямій до визначеної цілі) |            |                                   |                                                                                          |                         |
| 411.3 km                                                                      | 14/12/2008 | Nevil Hulett (ПАР)                | Copperton (ПАР)                                                                          | Mac Para Magus          |
| Out-and-return distance (Дальність з поверненням)                             |            |                                   |                                                                                          |                         |
| 259.7 km                                                                      | 20/07/2006 | Aljaz Valic (Словенія)            | Soriska Planina (Словенія)                                                               | Mac Para Magus          |
| Distance using up to 3 turn points (Дальність через 3 контрольні точки(ППМ)   |            |                                   |                                                                                          |                         |
| 255.7 km                                                                      | 05/11/2010 | Nicole Fedele (Італія)            | Quixada, CE (Бразилія) — Castelo Do Piaui, PI (Бразилія)                                 | Airwave Magic 5         |
| Distance over a triangular course (Дальність по трикутнику)                   |            |                                   |                                                                                          |                         |
| 237.1 km                                                                      | 10/08/2003 | Pierre Bouilloux (Франція)        | Pralognan la Vanoise — Fort Steynard — Tête du Parmelan — Pralognan la Vanoise (Франція) | Gin Gliders Boomerang   |
| Gain of height (Максимальна висота)                                           |            |                                   |                                                                                          |                         |
| 4 526 m                                                                       | 06/01/1993 | Robbie Whittall (Велика Британія) | Brandvlei (ПАР)                                                                          | Firebird Navajo Proto   |
| Speed over a triangular course of 25 km (Швидкість по трикутнику 25 км)       |            |                                   |                                                                                          |                         |
| 46.8 km/h                                                                     | 20/04/2010 | Charles Cazaux (Франція)          | Aiguebelette, Savoie (Франція)                                                           | Ozone R 10              |
| Speed over a triangular course of 50 km (Швидкість по трикутнику 50 км)       |            |                                   |                                                                                          |                         |
| 36.07 km/h                                                                    | 26/07/2006 | Charles Cazaux (Франція)          | St Hilaire du Touvet (Франція)                                                           | Gin Gliders Boomerang 4 |

## Цікаві випадки
Парапланеристка Єва Вишнірська (Ewa Wisnierska, 35 років), Німеччина під час тренувального польоту на параплані в Австралії була піднята висхідним потоком повітря на висоту понад 9 км за 10 хвилин. Парапланеристка пробула на такій смертельно небезпечній висоті майже годину. Вона знепритомніла і вся заледеніла.
Після такого смертельно небезпечного польоту, парашутистка повернулася на землю живою. Вона обморозила обличчя, вуха і частково шкіру на нозі.
Подія трапилася в лютому 2007 р. під час тренувань до майбутнього чемпіонату світу. Незважаючи на попередження про несприятливу погоду, Єва Вишнірська продовжила свої тренування і була підхоплена штормовим вітром. Одночасно з Євою проводив тренування і китайський парашутист Хе Джогпін (Zhongpin, 42 роки), який також потрапив у цей шторм і загинув. Тіло загиблого китайського парапланериста було знайдено за 75 км від місця старту. Ймовірно, він загинув від нестачі кисню і екстремально низької температури на висоті.
Єва Вишнірська досягла висоти, на якій зазвичай літають пасажирські літаки, де температура досягає відмітки в −50 ° C. Спортсменка розповідає, що навколо було темно і блискали блискавки. «Я нічого не могла зробити». З висоти 4000 метрів вона змогла по радіо передати повідомлення неземній групі: «Навколо дощ і град і я піднімаюся все вище і вище — я гину». Після цього вона знепритомніла. Шанси на виживання для парашутистки були практично нульовими. Очевидно захоплена потоками повітря вона почала спускатися не прийшовши до свідомості. На висоті 6900 метрів вона знову прийшла до тями і почала поступове повернення. Через 90 хвилин вона приземлилася, приблизно в 500 метрах від одного фермерського господарства. Вона не могла зігнути ні руки, ні ноги, і її одяг примерз до тіла.
В цілому в тренуваннях, який проходили за 280 км північно-західніше Сіднея, брали участь приблизно 200 спортсменів. У 2006 році Єва Вишнірська стала віце-чемпіонкою Європи і ще раніше була переможницею Кубка світу.